# Chidrac
Chidrac település Franciaországban, Puy-de-Dôme megyében. Lakosainak száma 494 fő (2022. január 1.). Chidrac Champeix, Meilhaud, Neschers, Pardines, Saint-Cirgues-sur-Couze és Saint-Vincent községekkel határos.

## Népesség
A település népességének változása:
| Lakosok száma | 470  | 496  | 519  | 523  | 527  | 527  | 531  | 512  | 494  |
|               | 2013 | 2015 | 2016 | 2017 | 2018 | 2019 | 2020 | 2021 | 2022 |